# 孟加拉国胡桃蛤
孟加拉国胡桃蛤（学名：Nucula bengalensis），是弯锦蛤目银锦蛤科银锦蛤属的一种。主要分布于中国大陆，常栖息在水深102米软泥底。
其种加词“bengalensis ”意为“孟加拉的”。